# Stenorrhynchos
Stenorrhynchos – rodzaj roślin z rodziny storczykowatych (Orchidaceae). Obejmuje 5 gatunków występujących w Ameryce Południowej i Środkowej w takich krajach i regionach jak: Bahamy, Kolumbia, Kostaryka, Kuba, Dominikana, Ekwador, Salwador, Gwatemala, Honduras, Jamajka, Leeward Islands, Meksyk, Nikaragua, Panama, Peru, Portoryko, Wenezuela, Windward Islands.

## Systematyka
Rodzaj sklasyfikowany do podplemienia Spiranthinae w plemieniu Cranichideae, podrodzina storczykowe (Orchidoideae), rodzina storczykowate (Orchidaceae), rząd szparagowce (Asparagales) w obrębie roślin jednoliściennych.
Wykaz gatunków
- Stenorrhynchos albidomaculatum Christenson
- Stenorrhynchos austrocompactum Christenson
- Stenorrhynchos glicensteinii Christenson
- Stenorrhynchos speciosum (Jacq.) Rich.
- Stenorrhynchos vaginatum (Kunth) Spreng.